# 西六郷公園

大怪獣

西六郷公園（にしろくごうこうえん）は、東京都大田区西六郷にある都市公園である。1969年3月31日開園。廃タイヤを使った遊具が設置されているため、地元ではタイヤ公園とも呼ばれるユニークな公園。そのなかでも中心となっているのが高さ8mの大怪獣である。なお、入口には「タイヤ公園」と表記された看板が取り付けられている。
開園直後は日本国外から問い合わせが殺到したほか、たびたびテレビや映画等に使用され、ドラマ「砂の器」で使われた蒲田電車区も近くにある（公園自体、東海道本線・京浜東北線沿いにある）。また、近くに以前カガミクリスタルの工場があった。
ニッポン放送が度々ワイド番組の中継を行なっていたことから「中継の聖地」と呼んでいたこともあった。

## 設置
大小二つの円形広場に、ロボット型タイヤとゴジラを模した怪獣型と滑り台二つといった風景は開園以来以来変わらなかったが、1987年に新たに大怪獣とロケットが設置、2018年にはベビー怪獣が設置された。

## アクセス
住所は西六郷一丁目6番1号。
- 京急雑色駅徒歩10分
- JR蒲田駅徒歩20分

## 舞台になる作品
- 「はいすくーる落書」第3話 1989年
- 映画「やわらかい生活」廣木隆一監督 2006年